# Sainte-Reine-de-Bretagne

Sainte-Reine-de-Bretagne este o comună în departamentul Loire-Atlantique, Franța. În 2009 avea o populație de 2,040 de locuitori.